# Ouled Fadel
Ouled Fadel (em árabe: أولاد فاضل) é uma comuna localizada na província de Batna, Argélia. Sua população era de 10 860 habitantes, em 2008.